# شعار نبالة ستوكهولم
يمثل شعار نبالة ستوكهولم (بالسويدية: Stockholms stadsvapen) رأس الملك السويدي إريك المقدس. استخدم لأول مرة في الأختام في العصور الوسطى.

## لمحة عامة

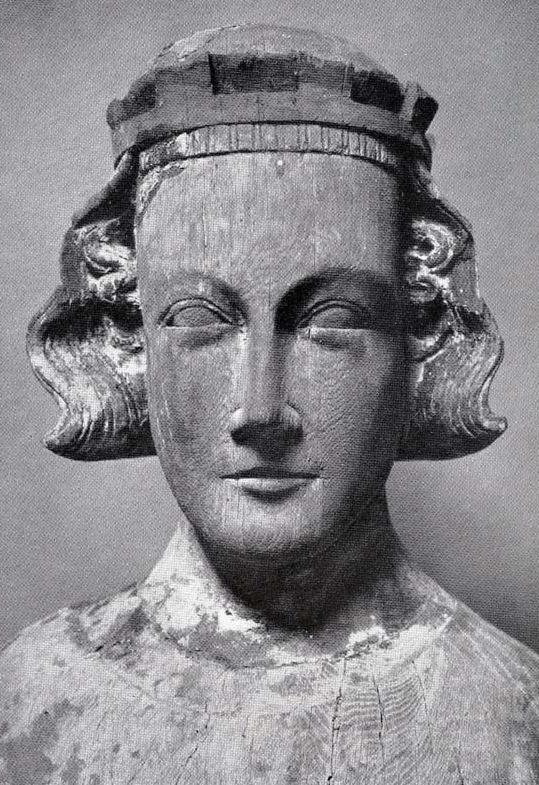
تمثال القديس إريك أو القديس أولاف الذي هو بمثابة رمز في شعار نبالة ستوكهولم

الأزرق والأصفر هما ألوان ستوكهولم؛ بسبب استخدام الأزرق والذهبي في شعار تبالة المدينة.
حسب حكايةٍ، كان القديس إريك ملكاً لمدة 4 سنوات فقط؛ ولكن له أثر عظيم ويُعتبر قديساً شفيعاً في السويد وعاصمتها.